# Droga wojewódzka 145
Die Droga wojewódzka 145 (DW 145) ist eine Woiwodschaftsstraße in Polen. Sie verläuft in West-Ost/Nord-Süd-Richtung innerhalb der Woiwodschaft Großpolen und durchzieht den Powiat Szamotulski (Kreis Samter) auf einer Länge von 10 Kilometern. Die DW 145 verbindet die beiden Woiwodschaftsstraßen DW 150 und DW 182.

## Streckenverlauf
Woiwodschaft Großpolen:
Powiat Szamotulski (Kreis Samter):
- Chojno (Choyno, 1939–45: Karlsfeld)

(→ DW 150: Sieraków (Zirke) ↔ Wronki (Wronke))
~ Warta (Warthe) ~
- Pakawie (Seeheim)
- Pożarowo (Poscharowo)
- Biezdrowo (Feldstädt)
- Ćmachowo (Bakerode) (→ DW 182: Międzychód (Birnbaum) ↔ Wronki (Wronke) – Czarnków (Czarnikau) – Ujście (Usch))